# مکتب بخارا

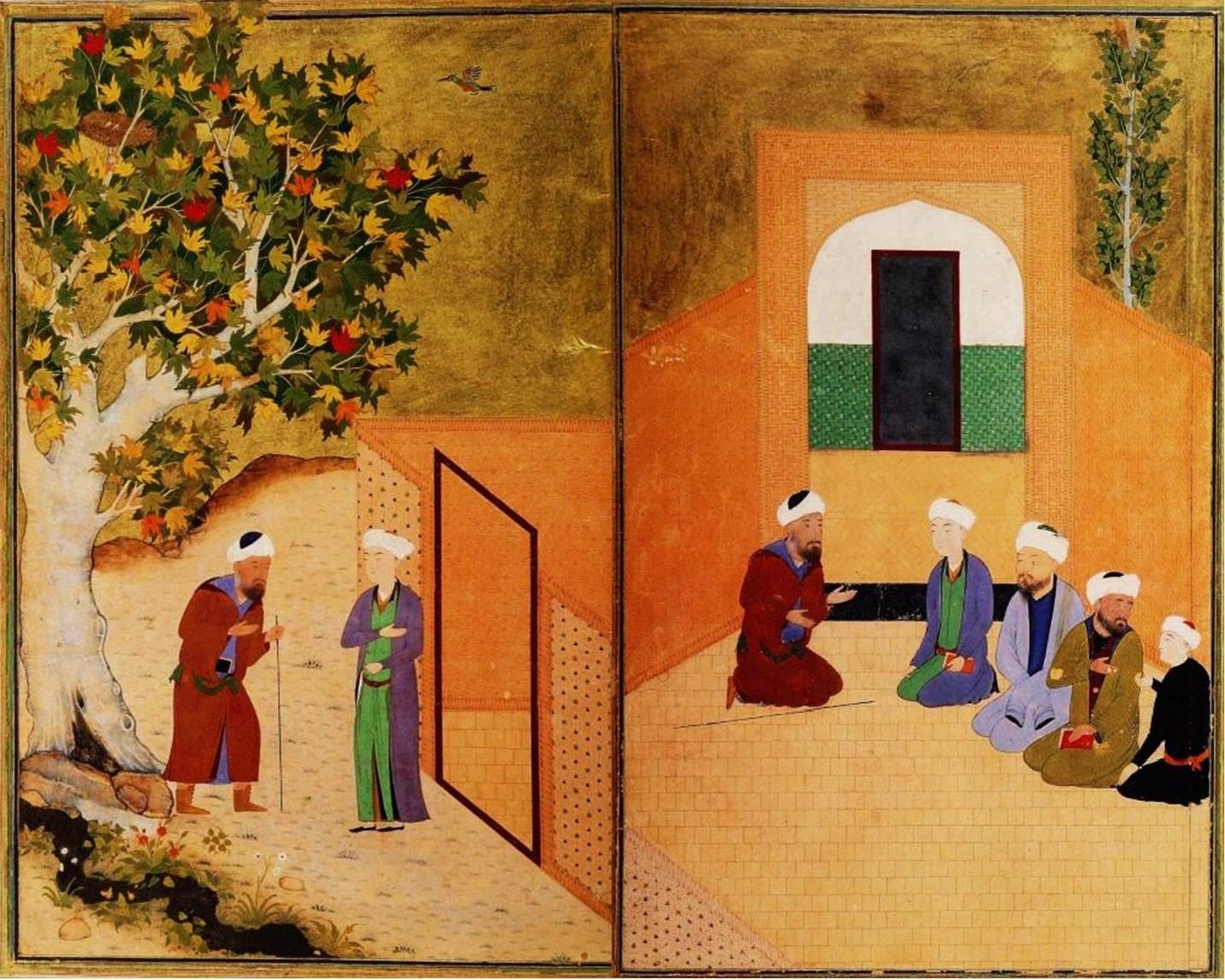
سعدی و جوان کاشغری، بوستان سعدی اواخر سدهٔ ۹ هجری

مکتب بخارا به دوره‌ای از سبک نگارگری ایرانی در حکومت شیبانیان از اواخر سدهٔ نهم تا اواخر سدهٔ دهم هجری که در شهر بخارا رواج داشت گفته می‌شود.
شیبک خان مرکز حکومتی‌اش را از هرات به بخارا منتقل کرد زمانی که قوم ازبک دوباره بر هرات تسلط یافتند برخی از نگارگران هراتی به بخارا منتقل شدند؛ در نتیجه مکتب بخارا تحت تأثیر نگارگری اولیهٔ بخارا و مکتب هرات شکل گرفت. مهم‌ترین هنرمند مکتب بخارا محمود مذهب است.
وی در نقاشی از آثار کمال الدین بهزاد تأثیر پذیرفته بود. تداوم نقاشی‌های بهزاد همراه با خصوصیات نقاشی محلی بخارا، مجموعاً خصوصیات نقاشی بخارا را به‌وجود آوردند. خصوصیاتی از قبیل غنی بودن و خلوص رنگ‌ها که بیشتر به‌کارگیری جزئیات و استفاده از شکل‌های ساده، پیکره‌های کوتاه‌قد و ساختمان‌ها از روبه‌رو را شامل می‌شد. معمولاً زمینهٔ حاشیه‌های این تصاویر را با تشعیر پر می‌کردند. تحفة الابرار اثر جامی، مخزن الاسرار اثر نظامی (۹۵۲ ه‍.ق) و بوستان سعدی(۹۵۶ ه‍.ق) از مهم‌ترین کارهای محمود مذهب است.
در اواخر سدهٔ دهم هجری مکتب بخارا کم‌کم از رونق افتاد و هنرمندان آن به سرزمین‌های مختلف رفتند.